# تپه ویر
تپه ویر مربوط به دوران‌های تاریخی پس از اسلام است و در شهرستان رزن، بخش سرد رود، روستای ویر واقع شده و این اثر در تاریخ ۱۱ شهریور ۱۳۸۲ با شمارهٔ ثبت ۹۸۴۵ به‌عنوان یکی از آثار ملی ایران به ثبت رسیده است.